# ليلى علييفا
ليلى علييفا وإسمها الكامل هو ليلى إلهام قيزي علييفا (بالأذرية: Leyla İlham qızı Əliyeva) هي صحفية وشخصية عامة أذربيجانية وتشغل منصب نائب رئيس مؤسسة حيدر علييف ورئيسة فرعها في روسيا، ولدت في 3 يوليو من عام 1984 في موسكو، وهي الإبنة الكبرى لرئيس أذربيجان حيدر علييف ونائبته مهريبان علييفا، وحفيدة حيدر علييف أول رئيس أذربيجاني.

## حياتها
ولدت ليلى علييفا بتاريخ 3 يوليو 1984 في موسكو، ونشأت في عائلة إلهام علييف ومهريبان علييفا. أنهت ليلى الدراسة الثانوية في مدرسة رقم 160 بين 1989-2000، ثم واصلت تعليمها العالي في سويسرا والمملكة المتحدة. نالت درجة الماجستير في تخصص السياسة العالمية في معهد موسكو الحكومي للعلاقات الدولية بين 2006-2008.
ليلى علييفا هي رئيسة التمثيل الروسي لمؤسسة حيدر علييف منذ 10 مايو لعام 2007.
أسست مجلة باكو في روسيا في 8 مايو.
في 18 أبريل عام 2009 إنتخبت كرئيسة لمنظمة الشباب الأذربيجاني في روسيا.
ليلى علييفا هي نائبة رئيس لمؤسسة حيدر علييف منذ 2011.
في يوليو لعام 2011 بقرار من رئيس جمهورية أذربيجان إلهام علييف، تم منحها وسام «ترقي» على خدماتها في توصيل الحقائق عن أذربيجان إلى المجتمع الدولي.
ليلى علييفا هي مؤسسة ورئيسة لمنظمة الوحدة الاجتماعية للحوار الدولي من أجل حماية البيئة (IDEA).

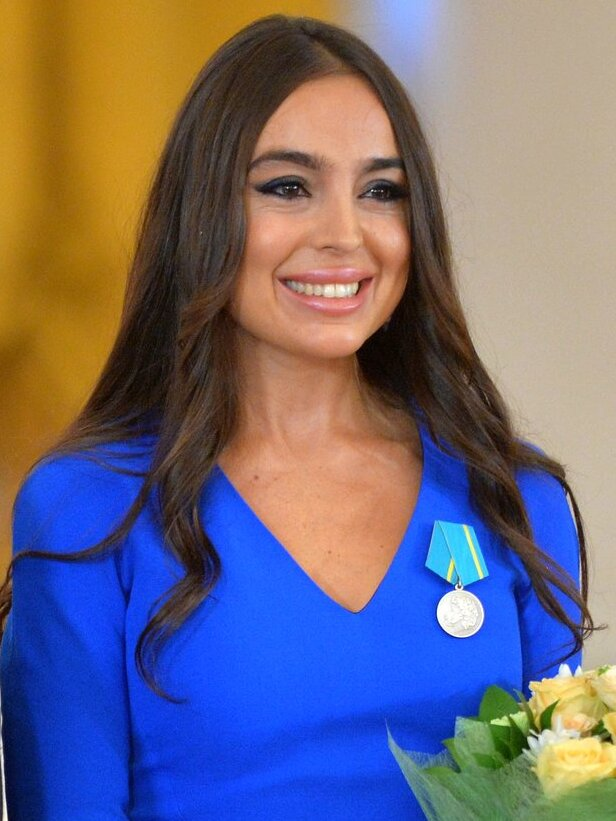
تم منح ليلى علييفا وسام "بوشكين" من قبل فلاديمير بوتين

## جوائزها
- وسام «ترقي» - 4 يوليو، عام 2001.
- وسام «بوشكين» - 20 أكتوبرا، عام 2015.
- وسام «على الخدمات في منطقة أستراخان» - 12 سبتمبر، عام 2012.